# ویشنی وولوچیوک
شهر ویشنی وولوچیوک (به روسی: Вышний Волочёк) در کشور روسیه و در اوبلاست ور واقع شده‌است.